# Салонікський музей кінематографу
Салонікський музей кінематографу — перший музей кінематографу у Греції. Заснований 1995 і відкритий 1997 року, коли Салоніки були обрані культурною столицею Європи. Ця ініціатива збіглася зі світовою нагодою сторіччя кінематографу.
Музей працює під керівництвом Міністерства культури Греції, являє собою самостійну частину Міжнародного кінофестивалю в Салоніках. Згідно зі своїм статутом, Салонікський музей кінематографу існує, щоб збирати, зберігати і відображати кінематографічні пам'ятки у Греції. Для цього музей організовує навчальні та дослідницькі програми у співпраці з іншими музеями у вивченні та документуванні будь-яких предметів, будь-яким чином пов'язаних із кіно.
Музей викупив кілька колекцій старих фільмів, фотоапаратів, програм, фотографій, публікацій у відомих представників грецького кінематографу, як Нікос Біліліс і Васіліс Пападопулос, а також гігантські плакати-афіші у художника К. Арванітідіса.